# Jack Hingert
Jack David Hingert (* 26. September 1990 in London) ist ein englisch-australischer Fußballspieler.

## Karriere
Hingert spielte in England im Jugendbereich bei Sutton United und Crystal Palace, bevor er ab 2005 in Australien lebte. Fußballerisch war er zunächst beim Amateurklub Knox City SC im Bundesstaat Victoria aktiv und führte das Schulteam des Wesley Colleges als Mannschaftskapitän an. Ab 2007 spielte er bei Knox City im Herrenbereich im unterklassigen Staatsligafußball und reiste mehrfach nach Großbritannien für Probetrainings. Zur Saison 2009 wechselte er zu Dandenong Thunder in die Victorian Premier League, die höchste Spielklasse des Bundesstaates. Dort machte er binnen weniger Monate als rechter Außenverteidiger von sich reden und wurde vom neu gegründeten A-League-Klub North Queensland Fury zum Probetraining eingeladen.
Der naturalisierte Australier überzeugte dabei Trainer Ian Ferguson, der ihn bereits als kommenden Nationalspieler sah, und unterzeichnete wenig später seinen ersten Profivertrag. In seiner ersten Saison bei North Queensland hatte Hingert Probleme, sich einen Stammplatz zu sichern und kam bis Saisonende nur auf sieben Einsätze. Nachdem der Klub in der Saisonpause wegen finanzieller Probleme einen Großteil der Spielerverträge aufgelöst hatte, kam Hingert in der Spielzeit 2010/11 zu deutlich mehr Einsatzzeit. Die Leistungen der Mannschaft brachen allerdings im letzten Saisondrittel ein, nachdem sich die Anzeichen verdichteten, dass der Klub nicht über das Saisonende hinaus fortbestehen wird. Am 1. März 2011 entzog der australische Verband schließlich North Queensland Fury die Lizenz und Hingerts Vertrag wurde gegenstandslos.
Nach der Auflösung der Fury kehrte der Abwehrspezialist zu Dandenong Thunder zurück und absolvierte ein Probetraining beim neuseeländischen A-League-Vertreter Wellington Phoenix, bevor er zum amtierenden australischen Meister Brisbane Roar wechselte. Brisbane-Trainer Ange Postecoglou lobte bei der Bekanntgabe von Hingerts Verpflichtung insbesondere dessen vielseitige Einsetzbarkeit in der Defensive. In seiner ersten Saison in Brisbane kam Hingert als Ergänzungsspieler zumeist per Einwechslung zu elf Einsätzen, als Brisbane erfolgreich den Meistertitel verteidigte. Er spielt bis heute (Oktober 2023) beim Verein.

## Erfolge
- Australischer Meister: 2011/12